# Carlo Di Antonio
Carlo Di Antonio (Boussu, 12 luglio 1962) è un politico belga francofono, membro del Centro Democratico Umanista (cdH).
Il 15 dicembre 2011 è succeduto a Benoît Lutgen come ministro vallone per i lavori pubblici, l'agricoltura, la ruralità, la natura, le foreste e il patrimonio nel secondo governo di Rudy Demotte.
Il 22 luglio 2014 Carlo Di Antonio viene nuovamente chiamato dal Presidente del cdH ad assumere nuove responsabilità ministeriali. Ha poi prestato giuramento come ministro vallone per l'ambiente, la pianificazione dello spazio, la mobilità, i trasporti e il benessere degli animali.

## Biografia
È un ingegnere agronomo all'Université Catholique de Louvain. Dopo essersi laureato come bioingegnere e diventato dottore in scienze agronomiche, si è stabilito a Dour per fondare un'azienda di plastica. Nel 1989 è stato anche uno dei fondatori del Festival di Dour.
Nei primi anni '80, Di Antonio è stato membro del partito Ecolo per un breve periodo. Poi ci vollero altri vent'anni prima che Di Antonio emerse nel 2000 nell'allora PSC alle elezioni municipali di Dour. In queste elezioni ha ottenuto i voti più favorevoli a Dour, ma nonostante questo il suo partito è finito nell'opposizione. Nel 2002 gli è stato chiesto dal presidente del partito Joëlle Milquet di riorganizzare il team PSC a Dour dopo che il PSC è stato rinominato cdH.
Dal 2004, Di Antonio è stato a servizio del distretto di Mons nel Parlamento vallone e nel Parlamento della Comunità francofona. Dal 2006 è anche sindaco di Dour.
Nel 2011 è succeduto a Benoît Lutgen come ministro dei lavori pubblici e dell'agricoltura nel governo vallone e lo è rimasto fino a luglio 2014. Dal luglio 2014 è stato ministro dell'ambiente, pianificazione territoriale, mobilità, trasporti, aeroporti e benessere degli animali nel governo vallone. Nell'aprile 2016, Di Antonio ha ufficialmente assegnato gli aeroporti al collega di partito René Collin e, dopo il cambio di coalizione nel governo vallone nel luglio 2017, ha nuovamente acquisito l'autorità dei lavori pubblici.